# الحد الأقصى للحرارة البالوسينية - الإيوسينية
الحد الأقصى للحرارة البالوسينية - الإيوسينية أو الحد الأقصى للحرارة بين الباليوسيني والإيوسيني أو الذروة الحرارية بين الباليوسيني والإيوسيني (بالإنجليزية: Paleocene–Eocene Thermal Maximum) اختصاراً (PETM)، وتسمى أيضا الحد الأقصى للحراري الإيوسينية 1 (بالإنجليزية: Eocene thermal maximum 1) اختصاراً (ETM1)، وعُرفت سابقاً باسم الإيوسيني الأولي (بالإنجليزية: Initial Eocene) أو الحد الأقصى للحرارة الباليوسينية المتأخرة (بالإنجليزية: Late Paleocene Thermal Maximum)، وهي فترة زمنية زاد فيها متوسط درجة الحرارة العالمية أكثر من 5-8 درجات مئوية. وقد حصل هذا الحدث المناخي في الفترة الزمنية للعصرين الجيولوجيين الباليوسيني والإيوسيني. العمر والمدة الدقيقة لهذا الحدث غير مؤكد ولكن يُقدّر أنه حدث منذ حوالي 55.5 مليون سنة مضت.

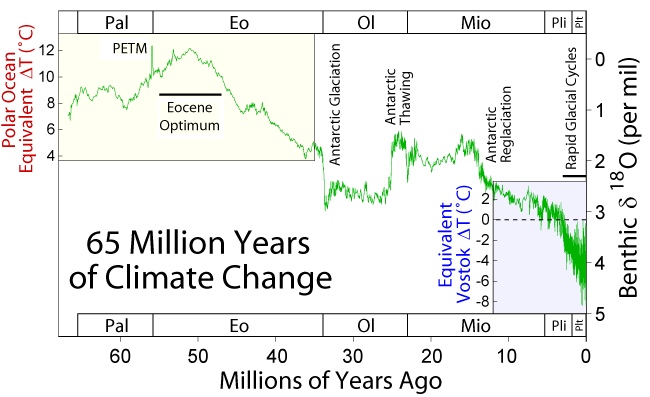
تغير المناخ خلال الـ65 مليون سنة الماضية كما يعبر عنه في تركيب نظائر الأكسجين في المنخربات القاعية. يتميز الحد الأقصى للحرارة الباليوسينية والإيوسينية (PETM) بشوط قصير ولكنه بارز، مسببا الاحترار السريع. والملاحظ أن الشوط قليل في هذا الرسم البياني بسبب تجانس البيانات.